# Lemnia (gmina)
Lemnia – gmina w Rumunii, w okręgu Covasna. Obejmuje tylko jedną miejscowość Lemnia. W 2011 roku liczyła 1936 mieszkańców.